# Colonització de Venus

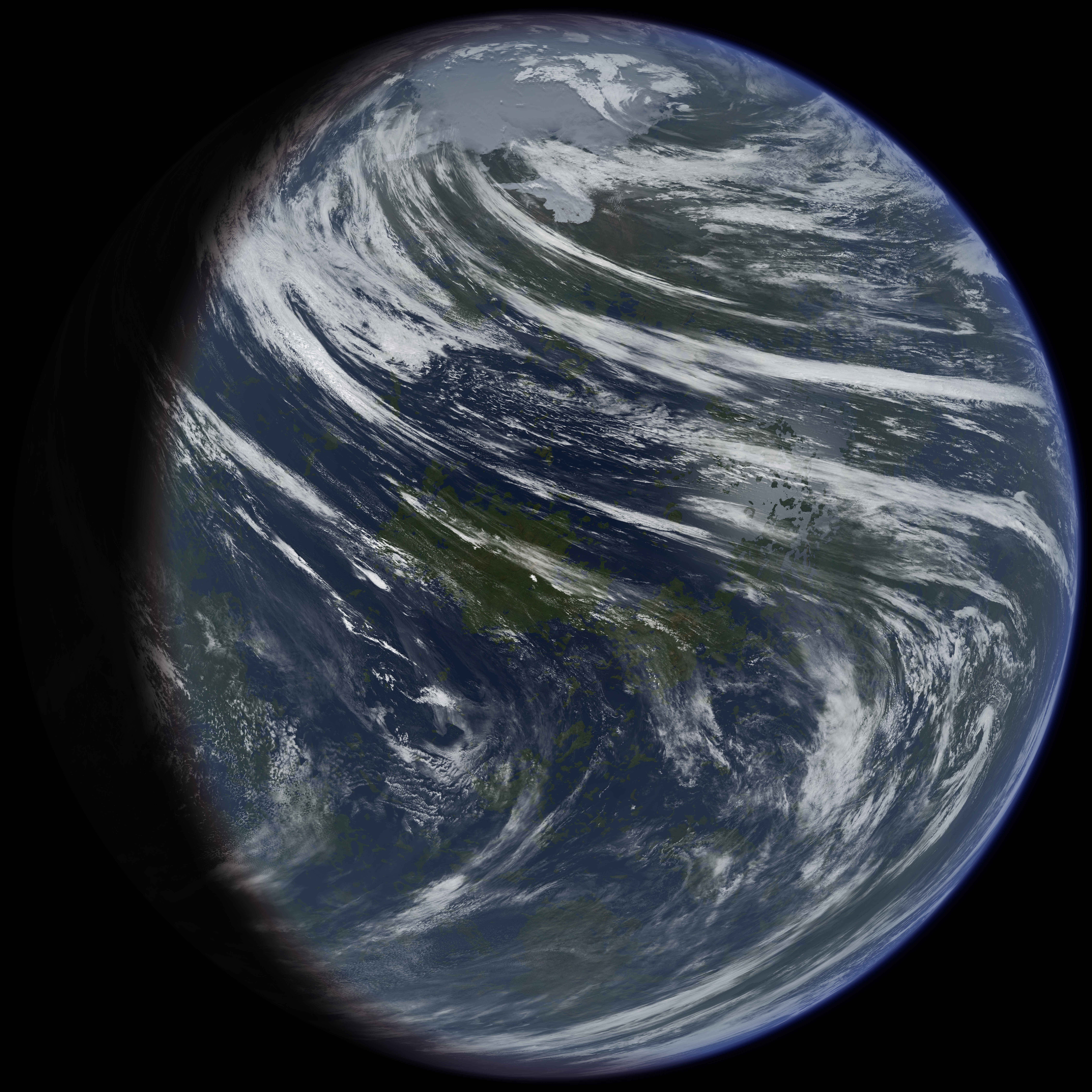
Concepció artística d'un Venus terraformat

La colonització de Venus, el planeta més proper a la Terra, ha estat un tema de molta especulació, tractat en moltes obres de ciència-ficció tant abans com després de l'inici de l'exploració espacial de Venus. Després del descobriment de l'hostil ambient de la superfície venusiana, l'atenció s'ha dirigit principalment cap a la colonització de la Lluna i la colonització de Mart. Recentment però, la investigació especulativa ha fet reaparèixer la viabilitat de colonitzar Venus.

## Raons per a la colonització

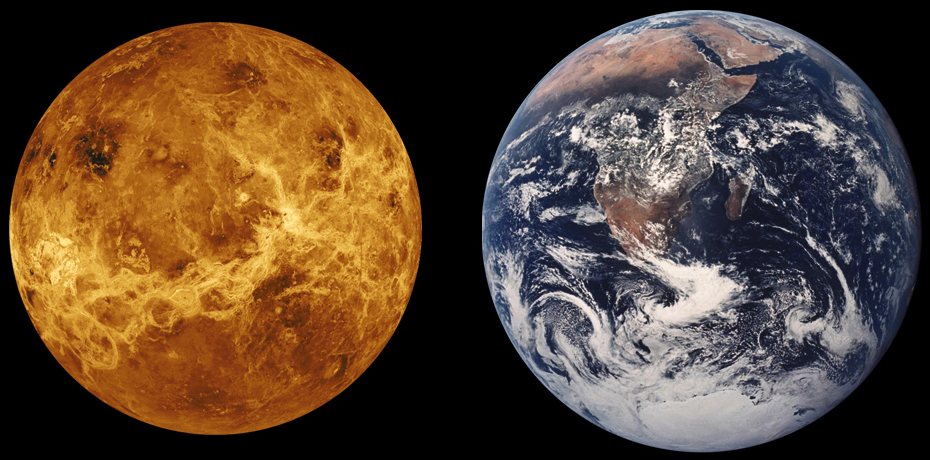
Comparació de les mides de Venus i la Terra

La colonització planetària és un pas més de l'exploració espacial, i implica la presència permanent d'humans en entorns aliens a la Terra. Stephen Hawking va indicar que la colonització de l'espai seria la millor manera d'assegurar la supervivència de l'espècie humana. Unes altres raons per colonitzar els planetes inclouen interessos econòmics i investigacions científiques a llarg termini.

## Obstacles
La colonització de Venus requereix dos canvis importants; eliminar la majoria del diòxid de carboni de l'atmosfera del planeta que aconsegueix els 9 MPa (unes 90 atmosferes) de pressió i reduir la temperatura de la superfície que és de 737 K (uns 464 °C). Ambdues fites estan profundament interrelacionades, ja que la temperatura extrema de Venus és deguda a l'efecte hivernacle causat per una atmosfera tan densa.

## Mètodes de colonització i exploració

### Hàbitats aerostàtics i ciutats flotants

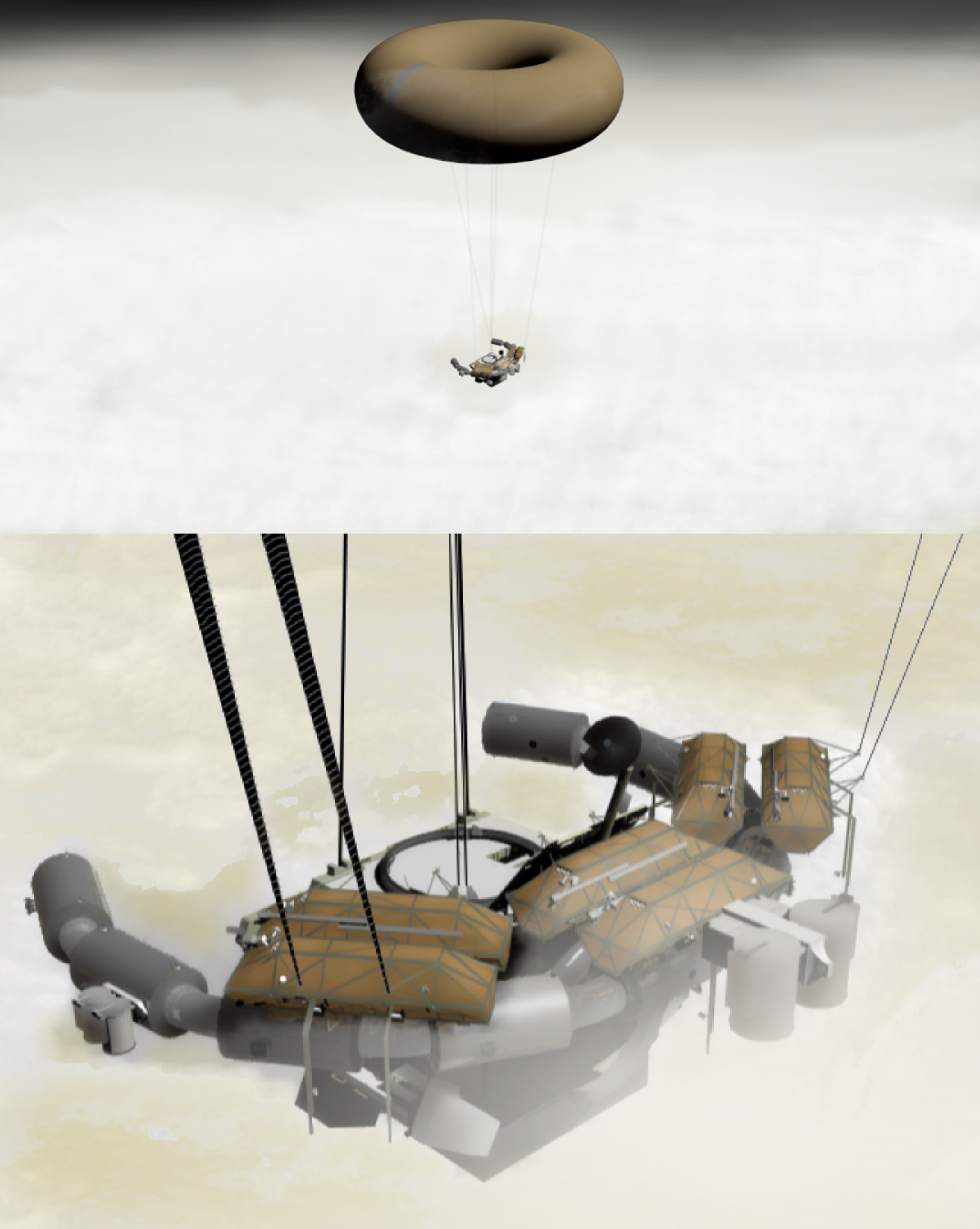
Prototip d'hàbitat aerostàtic

Geoffrey A. Landis va resumir les dificultats percebudes de la colonització de Venus com a derivades merament de l'assumpció que una colònia necessàriament ha d'estar en la superfície d'un planeta: 
"No obstant això, vist d'una manera diferent, el problema amb Venus és merament que el nivell del sòl està massa llunyà del nivell un de l'atmosfera. En el nivell dels núvols alts, Venus és el planeta del paradís."
Ell proposa hàbitats  aerostàtics i ciutats flotants, basats en el concepte que l'aire respirable (21:79 barreja d'Oxigen-nitrogen) és un gas ascendent en l'atmosfera de Venus Això permetria les cúpules aèries. Alternativament les cúpules podrien contenir un gas lleuger com hidrogen o heli (extraïble de l'atmosfera) per permetre una densitat més alta.

### Terraformació

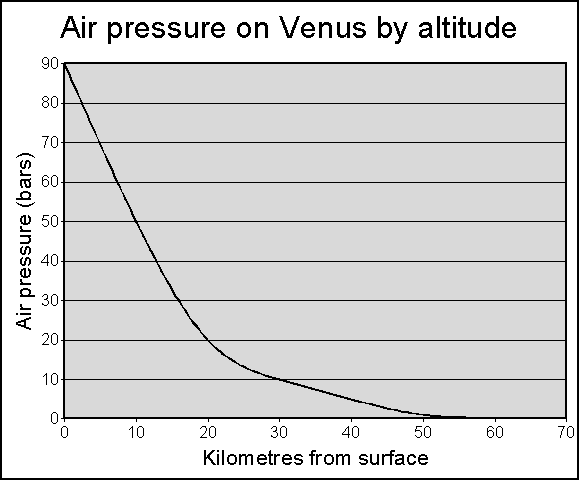
Pressió atmosfèrica de Venus

Carl Sagan en el 1961 va proposar aplicar l'enginyeria planeraria a Venus en un article publicat a la revista Science 1961 titulat "The Planet Venus". Sagan va imaginar plantar l'atmosfera de Venus amb  algues, que absorbirien el diòxid de carboni i reduirien l'efecte hivernacle fins que la temperatura de la superfície caigués a nivells confortables. Posteriors descobriments sobre les condicions de Venus van fer aquest enfocament és impossible, ja que Venus té massa atmosfera per processar i fixar. Fins i tot si les algues atmosfèriques poguessin prosperar en l'ambient àrid i hostil de l'alta atmosfera de Venus, tot el carboni que es fixés en forma orgànica seria alliberat com a diòxid de carboni tan bon punt com caigués a les calentes regions inferiors.
Robert Zubrin, seguint un estudi de 1999 de Paul Birch, ha proposat l'ús d'un para-sol situat al punt de Lagrange intern (L1) o en un anell orbitant el planeta per reduir la insolació total rebuda per Venus, refredant així el planeta.
Landis ha suggerit la construcció de ciutats flotants, que podrien formar un escut solar al voltant del planeta, i es podria fer servir per processar l'atmosfera simultàniament, combinant la teoria de l'escut solar i la teoria del procés atmosfèric amb una tecnologia escalable que proporcionaria un espai habitable immediatament en l'atmosfera de Venus.

### Colònies en òrbita de Venus
Un altre camí prometedor cap a la colonització venusiana seria l'ús de l'espai proper al planeta per a la captura orbital i explotació de cometes i asteroides. Encara que Venus no té cap lluna actualment, en el futur proper pot ser pràctic posar cossos petits en l'òrbita al voltant dels planetes interns. Venus és especialment bo per això perquè l'aerofrenada de la seva espessa atmosfera reduiria la velocitat d'aquests cossos. L'energia solar lliure disponible fa desitjable a Venus per al desenvolupament industrial.
També és un precursor probable que qualsevol intent seriós de desenvolupar l'activitat econòmica en el pou de gravetat de Venus. Recursos en l'òrbita de Venus podria ser utilitzat per ampliar l'activitat a la baixa. Tanmateix, un ascensor espacial seria probable que no sigui possible degut a la lenta rotació de Venus (243 dies terrestres). Un Skyhook a l'atmosfera és però possible.